# Lloydkwartier

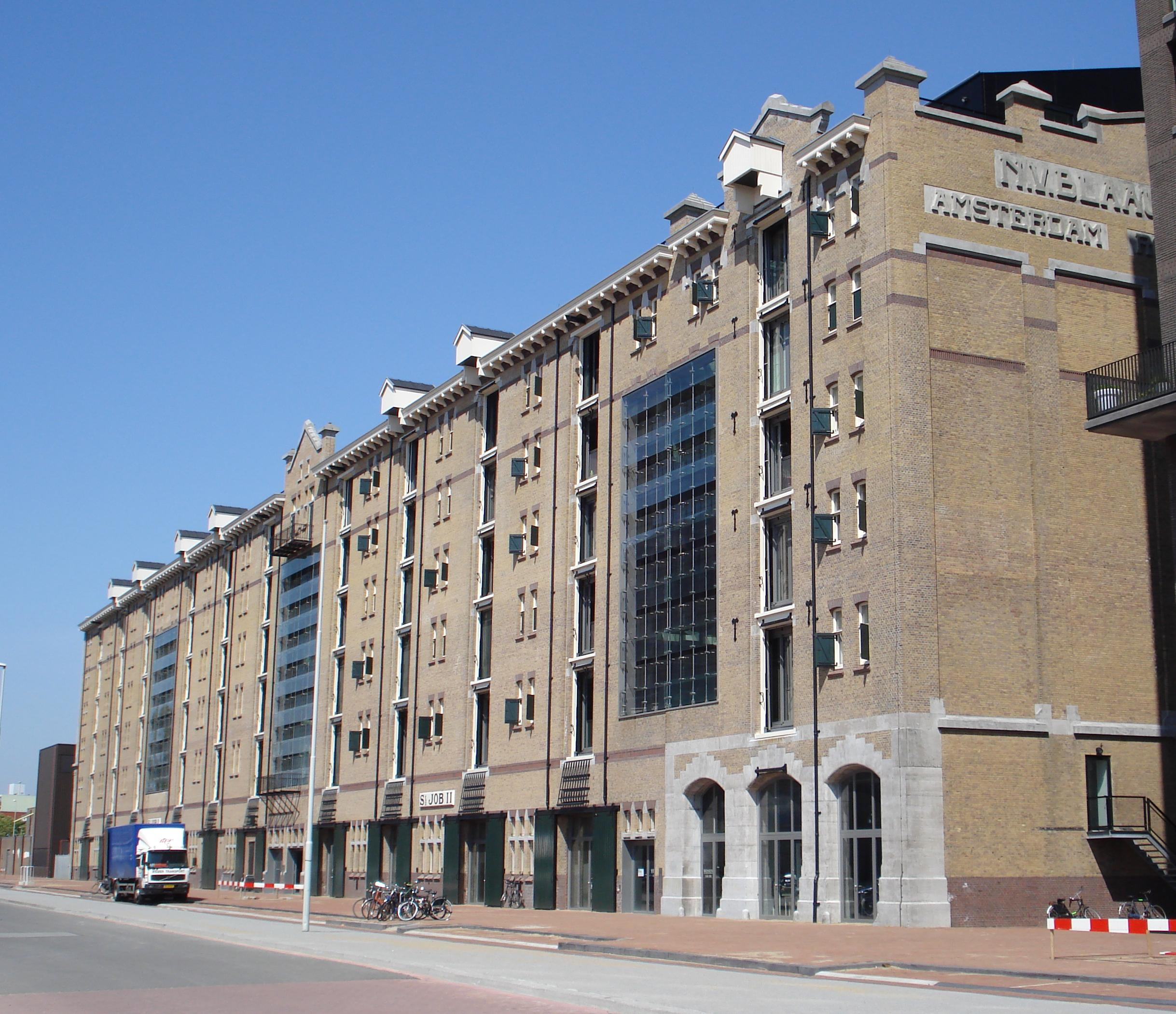
St. Job in het Lloydkwartier

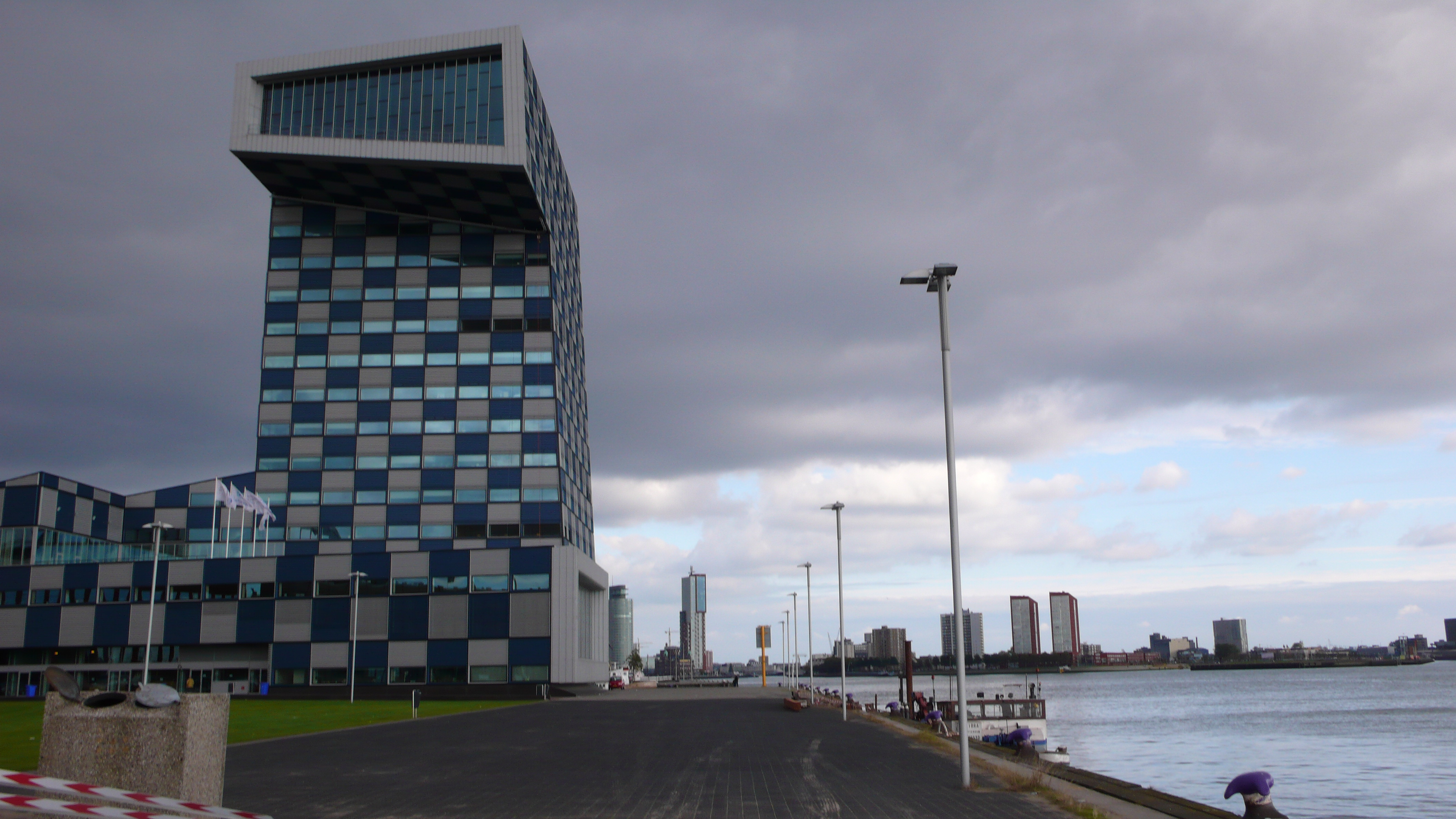
Hoofdgebouw van de STC-Group in het Lloydkwartier

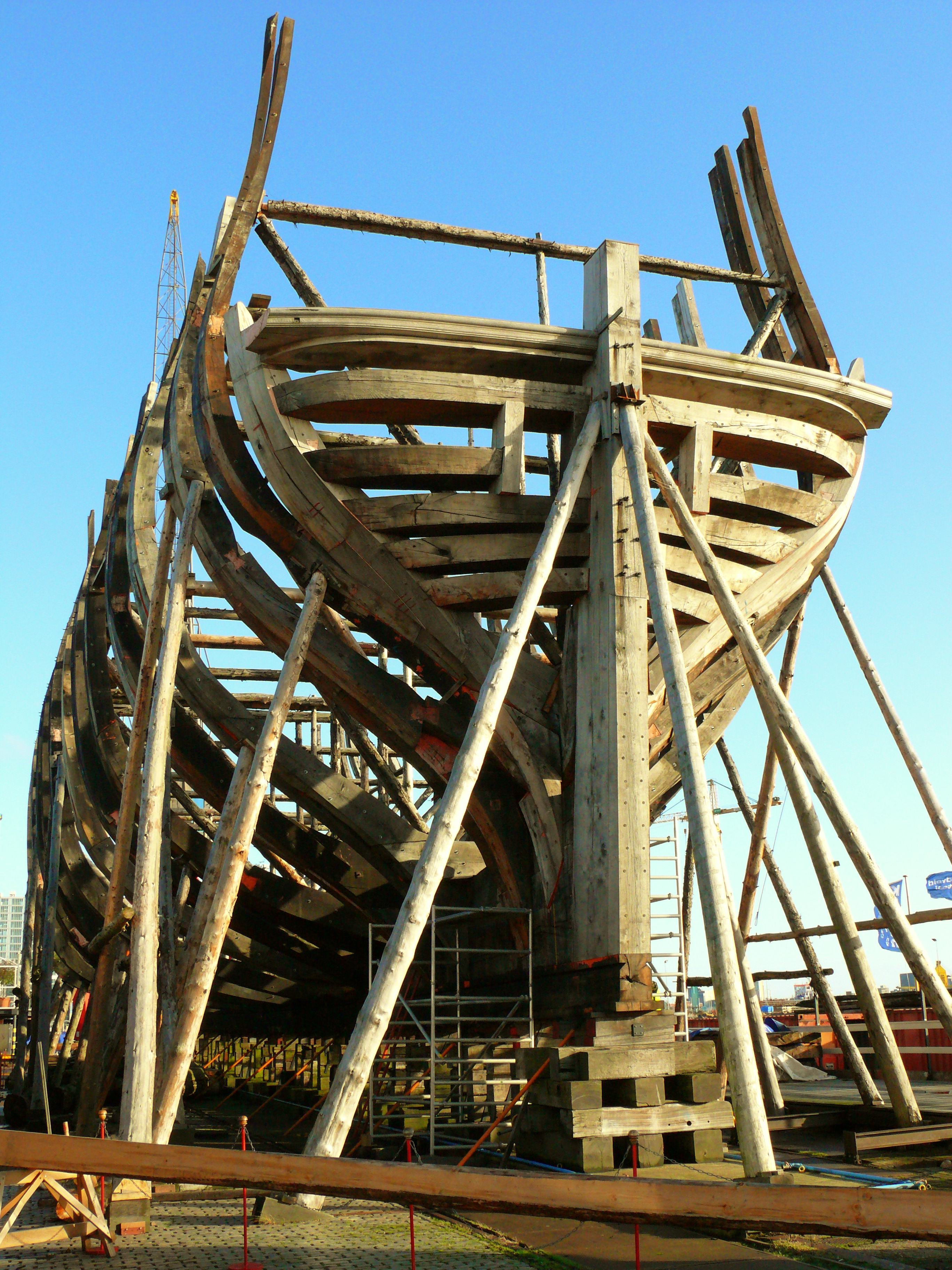
Linieschip 'De Delft' wordt herbouwd aan de Schiehaven in het Lloydkwartier

Het Lloydkwartier is een buurt in het oude havengebied van Delfshaven in Rotterdam. Ze maakt deel uit van de wijk Schiemond. In het kader van stadsvernieuwing zijn er in het begin van de eenentwintigste eeuw ongeveer 1750 woningen en 65.000 m² bedrijfsruimte gerealiseerd. Veel oude bedrijfsgebouwen zijn gehandhaafd en geven de wijk een eigen karakter.

## Geschiedenis
In de 17e tot de 19e eeuw werden er in het Lloydkwartier wapens, aardewerk en sterke drank verhandeld. Deze goederen werden in Afrika geruild tegen slaven die met de Rotterdamse schepen naar Suriname en de Nederlandse Antillen werden vervoerd. Daar werd suikerriet ingekocht dat naar Rotterdam werd verscheept. Dit wordt de driehoekshandel genoemd. In deze Trans-Atlantische slavenhandel speelde onder andere de firma Coopstad en Rochussen een rol. Het was na de Middelburgsche Commercie Compagnie de grootste handelsmaatschappij op dat gebied in Nederland.
Het havengebied van Lloydkwartier werd aangelegd rond 1900. In 1886 was de voormalige gemeente Delfshaven door Rotterdam geannexeerd. Hierna werden de Parkhaven, de Sint Jobshaven en de Schiehaven gegraven. Vanaf de Lloydpier vertrokken de passagiersschepen van de (Koninklijke) Rotterdamsche Lloyd naar Nederlands-Indië.
Sinds de jaren 1960 nam de bedrijvigheid in het gebied af. Veel bedrijven verplaatsten hun activiteiten naar de nieuwere havens in Rotterdam-Zuid. In 1970 vertrok als een van de laatste grote overslagbedrijven de maatschappij van Müller & Co's Stuwadoors van de Müllerpier.
In het Lloydkwartier is aan de Schiehaven Scheepswerf De Delft gevestigd. Op deze werf wordt een replica van het linieschip 'De Delft' uit 1783 gebouwd. De werf is toegankelijk voor publiek.
In 2013 werd in de wijk het Slavernijmonument onthuld dat herinnert aan het slavenverleden van Rotterdam en deze wijk.

## Straatnamen
De namen van de voormalige loodsen en gebouwen komen terug in een aantal straatnamen in het gebied tussen de Nieuwe Maas en de Schiehaven. Die straten zijn: Loods Bali, Loods Celebes, Loods Holland, Loods Java, Loods Borneo en de Kratonkade. In de loodsen werden vroeger goederen voor verder vervoer opgeslagen. In het Kratongebouw verbleven de bemanningen van de schepen van de Lloyd, met name Chinezen en Javanen, tussen twee reizen in.

## Externe links

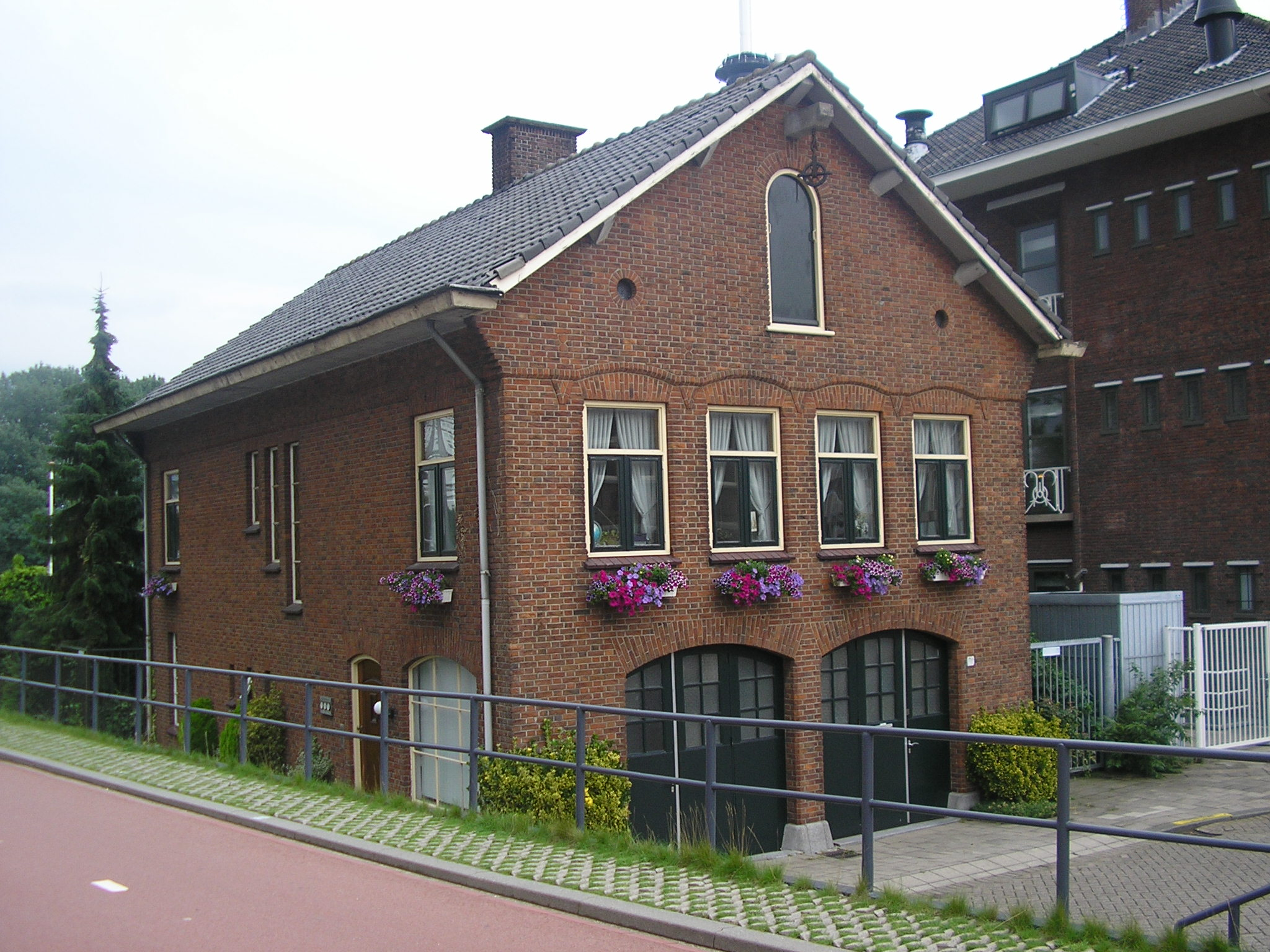
Voormalig woonhuis bij de Parksluizen. Het woonhuis staat naast de Zeehavenpolitie.